# グリーンズ (NPO)
特定非営利活動法人グリーンズ （英: NPO Greenz）は、社会変革、社会貢献に関するニュースを提供するインターネットメディアの運営、関連イベント、講座などの開催を通じて、広く一般市民に情報やノウハウを提供することを通して、市民社会の健全な発展と活動の活性化を目指し、明るく豊かな社会を実現することを目的 とする日本の特定非営利活動法人（NPO法人）。

## 概要
代々木公園でアースデイ東京を手がけるNPO法人BeGood Cafe のメディア事業として立ち上げられたgreenz.jpだったが、greenz.jp単体で収益をあげられるメディアに成長させたいと考えていた編集長の鈴木菜央らが同団体から独立し、フリーランスの集合体である有限責任事業組合（LLP）を設立。
2006年にWEBマガジン「greenz.jp」を創刊。日本全国、世界各地の「いかしあうつながり」事例を取材し、誰でも読める記事として発信。「greenz.jp」の運営は、読者による寄付で運営している。2007年から東京都内でグリーンドリンクス東京を開催。
2018年、東京ミッドタウンで開催された第76回企画展 「企(たくらみ)」展に出展。
2019年、渋谷区の長谷部健区長らを招き、グリーンドリンクス渋谷を開き「渋谷をつなげる30人」のパネルディスカッションを開催した。
2021年9月に「グリーンズ求人」から「グリーンズジョブ」にリニューアル。
2024年9月、「グリーンズジョブ」が「WORK for GOOD」にリニューアル。

## 主な活動
- WEBメディア運営「greenz.jp」
- イベント運営「green drinks shibuya」
- 「グリーンズの学校」
- 「グリーンズ出版」
- 「WORK for GOOD」
- 企業・自治体・学校などと、社会課題に取り組んだプロジェクトを実施

## 編集長
- 鈴木菜央（初代編集長・3代目編集長）2006年 - 2010年 / 2015年 - 2023年
- 兼松佳宏（2代目編集長）2010年 - 2015年
- 増村江利子（4代目編集長）2023年 -

## プロジェクト
- green drinks Tokyo[7]（2007年〜・2017年からgreen drinks Shibuya [8] ）
- マイプロSHOWCASE関西編 with 大阪ガス[9]（2014年）
- いすみローカル起業プロジェクト（2014年）千葉県いすみ市と一緒にプロジェクトを行う[10]。
- マイプロSHOWCASE福岡編 with 西日本鉄道[11] （2015年）
- わたしたちエネルギー（2015年）経済産業省資源エネルギー庁の『GREEN POWER プロ ジェクト』の一貫
- キノマチ会議（2019年）竹中工務店と一緒に「持続可能なまちを、木でつくる」というコンセプトで取り組みを行う[12]。
- WORK for GOOD（2024年〜）
- ローカル開業カレッジ（2024年〜）
- リジェネラティブデザインカレッジ（2024年〜）

## 沿革
- 2006年7月 - greenz.jp創刊（編集長：鈴木菜央）
- 2010年
  - 1月 - green drinks Japan設立、全国での開催を呼びかけ、東京でグリーンドリンクスを始める。
  - 12月 - 兼松佳宏、編集長になる
- 2011年6月 - green school Tokyo（現グリーンズの学校）開始
- 2012年
  - 1月 - 書籍『ソーシャルデザイン』発表
  - 2月 - NPO法人グリーンズ設立、組織変更
- 2013年
  - 2月 - タグラインを「ほしい未来は、つくろう」に。会員制度「greenz people」開始
  - 4月 - 書籍『日本をソーシャルデザインする』発表
  - 10月 - 虎ノ門にてナカムラケンタ と「リトルトーキョー」開始[13]
- 2015年
  - 4月 - 鈴木菜央、編集長に
  - 10月 - 事務所「greenz harajuku」に移転
- 2018年7月 - タグラインを「いかしあうつながり」に変更
- 2016年12月 - 京都や静岡、横浜、川崎などのグリーンドリンクスオーガナイザーを集め、グリーンドリンクスサミットを相模原市緑区で開催[14]
- 2017年2月 - 10周年を記念して全国を巡回する「出張グリーンズ」企画でグリーンドリンクス川崎[15]などのイベントに登壇
- 2018年 - 分社化し、企業や行政とソーシャルデザインの実践者をつなぐ事業化・スタートアップビジネスの事業化を支援を実施。副編集だった小野裕之がビジネスアドバイザーとなる[16]。
- 2019年5月 - 事務所を千代田区神田錦町「greenz Chiyoda」に移転
- 2020年5月 - 持続可能な環境を作り出すためのデザイン体系である「パーマカルチャー」や、共感をベースとしたコミュニケーションの方法論「NVC（非暴力コミュニケーション）」などをヒントにした「いかしあうつながりデザインカード」を会員特典として発表[17]。
- 2021年4月 - 植原正太郎が、共同代表に就任[18]。
- 2023年4月 - WEBマガジン『greenz.jp』編集長に増村江利子が就任。
- 2024年 - 「講義」「ゼミ」「フィールドワーク」から学ぶ「ローカル開業カレッジ」開始。

- 2024年9月 - 「グリーンズジョブ」が「WORK for GOOD」にリニューアル[6]。自分のスキルをいかして、社会をポジティブに変える「やりがいのある仕事」を紹介する転職サイトにリニューアルした[19]。

- 2025年3月 -  自然環境の再生と同時に、社会と私たち自身もすこやかさを取り戻す方法を学ぶ4ヶ月間のプログラム。「リジェネラティブデザインカレッジ」開始[20]。

## 著書・出版
- 『ソーシャルデザイン』朝日出版社（2012年）
- 『日本をソーシャルデザインする』朝日出版社（2013年）
- 『beの肩書き:「人生の肩書き」は、プレゼントしよう』（2018年・兼松佳宏）
- 『場づくりという冒険　いかしあうつながりを編み直す』グリーンズ出版（2020年・藤本遼）